# Talmühle (Bergatreute)
Talmühle ist eine Einöde bei Bergatreute im Landkreis Ravensburg in Oberschwaben, die 1742 ersterwähnt wurde.

## Lage
Die Einöde Talmühle liegt direkt östlich des Weilers Tal und befindet sich am Südufer des Mahlweihers.
Geografisch liegt Talmühle ca. 1,4 Kilometer westlich von Alttann, ca. 1,6 Kilometer südöstlich von Bergatreute und etwa 2,3 Kilometer nordwestlich von Wolfegg.

### Hydrologisch und Naturraum
Talmühle liegt am Ablauf des Girasbachs aus dem Mahlweiher und somit im Gewässereinzugsgebiet der Wolfegger Ach.
Naturräumlich liegt Talmühle auf den Riß-Aitrach-Platten, die Teil der Großlandschaft Voralpines Hügel- und Moorland sind.

### Schutzgebiete und Biotope
Die westlichen Gebäude von Talmühle befinden sich im FFH-Gebiet Altdorfer Wald. Das Biotop Mahlweiher bei Talmühle grenzt direkt westlich an die Einöde, während das Biotop Hecke bei Giras östlich angrenzt. Talmühle liegt zudem im Landschaftsschutzgebiet Durchbruchstal der Wolfegger Ach.

## Verkehrsanbindung
Talmühle ist ausschließlich über Gemeindeverbindungswege erreichbar. Der Weiler Tal liegt auf der anderen Straßenseite.
Die Gemeindeverbindungswege führen in verschiedene Richtungen:
- Nach Norden geht ein Weg über Giras nach Klosters, oder man zweigt in Giras nach Osten ab, um Neuforst und Alttann zu erreichen.
- Nach Nordosten führt ein Weg über die Einöde Eckhäusle und den Weiler Witschwende nach Bergatreute.
- Nach Süden kann man bei Bainders nach Osten abbiegen und über Neutann und Höll nach Alttann fahren. Von Höll aus besteht die Möglichkeit, nach Süden über Wassers nach Wolfegg zu fahren.

### Radverkehr
Das Radnetz Baden-Württemberg führt mit der Freizeitroute direkt durch die Einöde. Es gibt jedoch keine Radwege in oder nach Talmühle.

### Freizeit
Für Radfahrer führt der Donau-Bodensee-Radweg sowie der Main-Donau-Bodensee-Weg (HW4) Wanderweg direkt am Westrand von Talmühle vorbei.

### Öffentlicher Personennahverkehr
Der nächstgelegene Bahnhalt ist der Bahnhof Wolfegg. Die Bahnhöfe in der Umgebung sind in Niederbiegen, Bad Waldsee und Ravensburg.